# Геј четврт
Геј четврт (понекад још и геј гето) је урбана локација са релативно препознатљивим границама насељена већим бројем гејева, лезбијки, бисексуалних и трансродних особа. Геј четврт, такође имају већи број геј барова, геј сауна, ресторана, ноћних клубова, књижара итд. намењених ЛГБТ муштеријама.
Геј четврти могу представљати тзв. геј френдли оазу, сигуран простор унутар града у коме постоји висок степен хомофобије или, једноставно, могу представљати место које насељава већи број ЛГБТ особа. Као и друге друштвене групе у урбаном простору већих градова, ЛГБТ особе су успеле да прилагоде четврт себи и својим потребама, тако да одсликава вредности ЛГБТ културе и испуњава њихове специфичне потребе.
Типично, ове четврти се налазе у богатијим и скупљим деловима града, а одабране су због естетског или културног значаја (на пример, Нолендорфплац, који је данас једна од геј четврти у Берлину, био је место ноћног живота ЛГБТ особа у периоду између два рата). Међутим, геј четврти се могу наћи и у деловима града насељеним радничком класом или у запуштеним деловима града који су некада били развијени. У том случају, пораст броја ЛГБТ особа и ЛГБТ радњи у запуштеној четврти може довести до побољшања изгледа и рејтинга тог насеља, што је феномен познат под именом гентрификација.
Данас, са већим прихватањем ЛГБТ особа у друштву, геј четврти губе на свом значају и мењају имиџ у односу на онај који су имали, рецимо, 1970-их година.

## Историја
Пре 1960-их и 1970-их није постојао концепт ЛГБТ заједнице и барови су били главна места социјализације ЛГБТ особа. Ови барови су били лоцирани унутар урбаних зона, где је полиција дозвољавала овакву „девијантну забаву“ и држала је под јаком присмотром. На пример, у Њујорку није постојала забрана окупљања гејева од 1965, али ниједан локал у коме су се гејеви окупљали није имао дозволу за точење алкохола. Полиција је често покретала рације у тим локалима, као што је био случај са баром Стоунвол Ин, 27. јуна 1969. године, када су се ЛГБТ особе супротставиле полицији у нередима који су остали упамћени као Стоунволска револуција, што се узима као прекретница у историји ЛГБТ покрета. Стоунвол није само изменио профил ЛГБТ заједнице, већ и динамику унутар саме те заједнице. Десило се премештање „из барова на улице, из ноћног живота на светлост дана, од 'сексуалне девијације' на алтернативи начин живота“, што је био кључан моменат у формирању заједнице. Заједница је имала потребу да се заштити од хомофобичних напада популације. Геј четврти су биле сигурна места на којима су ЛГБТ особе имале користи од живота у безбедном простору, где су заштићени од насиља и дискриминације.

## Изглед и примери познатијих геј четврти
Геј четврти се могу међусобно веома разликовати. Осим тога, у неким градовима се развијају мање, „сателитске“ геј четврти. Неке геј четврти, заправо, уопште нису четврти, већ су засебне урбане целине унутар града у коме представљају ЛГБТ енклаву; примери су: Западни Холивуд у Лос Анђелесу, Вилтон Манорс на Флориди, Де Ватеркант у Кејптауну.
У неким градовима геј четврти се налазе у срцу већег урбаног простора, који има већи број ЛГБТ становника и становница, али на који се не гледа као на геј четврт. На пример, „Дејви Вилиџ“ је геј четврт, која је смештена у Вест Енду у Ванкуверу, који је, такође, насељен већим бројем ЛГБТ особа, али се не сматра за геј четврт.
Геј село (фр. Le village gai) у Монтреалу се сматра највећом геј четврти по броју становника и по простору који заузима, у Северној Америци.
Неки градови и одмаралишта имају имиџ геј места због чега привлаче већи број ЛГБТ особа, примери за то су Сан Франциско, Манчестер, Сиднеј, Кејптаун, Миконос итд.
У неким градовима, као што су Стокхолм и Копенхаген не постоје геј четврти, делом зато што они имају другачију социјалну динамику (постоји мања социјална сегрегација), али делом и зато што су ова друштва рано развила толерантан став према ЛГБТ особама. Међутим, и овде постоје места која су историјски везана за ЛГБТ заједницу и представљају популарније локације за ЛГБТ особе.